# Moussa Maâzou
Ouwo Moussa Maâzou (* 25. srpna 1988 Niamey) je nigerský fotbalový útočník a reprezentant hrající za dánský klub Randers FC. Proslul svou rychlostí, stometrovou trať dokáže zaběhnout pod 11 sekund.

## Klubová kariéra
Začínal v armádním klubu ASFAN v Niamey. Začátkem roku 2008 přestoupil do belgického KSC Lokeren, kde se stal nejlepším střelcem klubu, poté ho koupil za 4,8 milionu eur PFK CSKA Moskva. Zde vyhrál Ruský fotbalový pohár 2009, ale do základního kádru se neprosadil a často odcházel na hostování, jeho kariéru zkomplikovaly konflikty s rasistickými fanoušky i zranění kolena. Roku 2012 zakotvil v tuniském Étoile Sportive du Sahel, později působil v Portugalsku a Číně.

## Reprezentační kariéra
V dresu nigerské reprezentace debutoval roku 2008. Byl účastníkem Afrického poháru národů 2012 a 2013.